# Buriti Alegre
Buriti Alegre là một đô thị thuộc bang Goiás, Brasil. Đô thị này có diện tích 897,394 km², dân số năm 2007 là 8700 người, mật độ 9,7 người/km².